# متحف حماة
متحف حماة أحد المتاحف السورية الهامة أُنشئ المتحف عام 1956 ويقع في الجهة الشمالية لمدينة حماة على نهر العاصي في سوريا، ويضم المتحف آثار كثيرة متنوعة تعود للحضارات القديمة الآرامية والرومانية والبيزنطية والمسيحية والإسلامية.

## تاريخ
ابتدئ ببناء متحف حماة منذ عام 1983، وبعد انتهاء عمارته تم ترتيبه على أساس عرض القطع الأثرية وفق تسلسلها الزمني، ولقد حوت قطعاً من مختلف العصور من قبل التاريخ وحتى العصر الإسلامي. تظهر المعروضات في الطابق الأرضي التطور الحضاري في منطقة حماة منذ أكثر من 700 ألف سنة، كما تثبته الدلائل الأولى على وجود الإنسان في اللطامنة في حوض العاصي.
وتعكس المصنوعات والأدوات من منطقة حماة تطور الإنسان، أما أغلب اللقى الرومانية و البيزنطية فهي من أفاميا، ومن تل حماة، وقد سكن التل منذ حوالي عام 6000 ق م وحتى عام 1401م، عندما تم تدمير المدينة والقلعة على يد المغول بقيادة تيمورلنك.

## قاعات المتحف
لقد تم ترتيب العرض على أساس زمني ضمن خمس قاعات:

### القاعة الأولى
تضم الأدوات الحجرية الباليوليتية التي عثر عليها في المصاطب على طول نهر العاصي وبخاصة في اللطامنة، ورؤوس السهام والأدوات الصوانية النيوليتية المبكرة من أفاميا، والفخار ونصال الأوبسيديين من المستوطنات الأولى في حماة حوالي 6000 ق م، وفخار ودمى وأدوات حجرية وأدوات معدنية مبكرة من العصر النحاسي وعصور البرونز حوالي 4500-1200ق م وأهمها تمثال نصفي من الحجر الكلسي عثر عليه في تل حماة حوالي 2800 ق م ونموذج عن قبر السلمية من عصر البرونز 2000-18000ق م.

### القاعة الثانية
وتحفظ في القاعة الثانية قطع تعود إلى عصر الحديد، وتضم الفخار والتجهيزات المدفنية من المقبرة الكبيرة التي تضم رماد الموتى في حماة 1200-720 ق م، واللقى بما فيها تمثال أسد ضخم من البازلت من العصر الآرامي في حماة والذي دمره الآشوريون عام 720ق. وكشفه الفريق الأثري الدانماركي عام 1930.

### القاعة الثالثة
خصصت لتوضيح عادات الدفن والقبور من الحقبة الهلنستية والرومانية و البيزنطية بما فيها المصوغات الذهبية نقلت من قبر امرأة في كازو شمال غرب حماة القرن الثاني والثالث الميلادي، وناووس خشبي فريد من منطقة حماة الجنوبية القرن الأول ق م، وفخار وزجاج وسرج من القبر البيزنطي ذي الغرف في محردة القرن السادس والسابع الميلادي.

### القاعة الرابعة
لقد تم عرض قطع كثيرة من الحقبة الهلنستية والرومانية والبيزنطية في القاعة الرابعة منها تماثيل وقطع ذات نحت نافر وأعمدة وتيجان وسواكف وخوذ وبرونز وفخار وزجاج ونقود... إلخ، ومن أهم القطع قطعة فسيفساء أرضية كبيرة من قاعة استقبال في دارة تم التنقيب فيها في المريمين أواخر القرن الثالث الميلادي.

### القاعة الخامسة
تعرض القاعة الخامسة الحقبة الإسلامية المبكرة في حماة، ويتصدرها منبر تم تقديمه عام 559ه/1163م إلى جامع النوري في حماة، وتم إظهار طريقة استعمال النواعير على طول العاصي، كما تم اختيار مجموعة متميزة من البرونز والزجاج والخزف المزجج تم العثور على أغلبها في تل حماة.

## وصلات خارجية
- الموقع الرسمي لوزارة السياحة السورية
- بانوراما الحضارات تتجسد في متحف "حماة